# Ernst (Familienname)
Ernst ist der Familienname folgender Personen:

## Namensträger

### A
- Adolf Ernst (Naturforscher) (1832–1899), deutscher Naturforscher
- Adolf von Ernst (1845–1907), deutscher Ingenieur und Hochschullehrer
- Adolf Ernst (Schauspieler) (1846–1927), deutscher Schauspieler und Regisseur
- Adolf Ernst (Politiker) (* 1940), deutscher Politiker (FDP), MdL Sachsen-Anhalt
- Albert Ernst (Politiker) (1847–1917), deutscher Pädagoge und Politiker, MdR
- Albert Ernst (Offizier) (1912–1986), deutscher Wehrmachtsoffizier
- Albrecht Ernst (* 1958), deutscher Archivar und Historiker
- Alexander B. Ernst (* 1960), deutscher evangelischer Theologe und Hebraist
- Alexandra Ernst (* 1965), deutsche Übersetzerin
- Alfred von Ernst (1799–1850), Schweizer Maler
- Alfred Ernst (Konservator) (1817–1910), Gründungsmitglied und Konservator des Kunstvereins Winterthur 1877–1910
- Alfred Ernst (Musiker) (1868–1916), deutsch-US-amerikanischer Dirigent, Komponist und Pianist
- Alfred Ernst (Botaniker) (1875–1968), Schweizer Botaniker
- Alfred Ernst (Politiker) (1895–1953), deutscher Politiker (NSDAP)
- Alfred Ernst (Offizier) (1904–1973), Schweizer Jurist, Offizier und Militärstratege
- Alfred Ernst-von Graffenried (1831–1880), Schweizer Bankier
- Alfred Blum-Ernst (1883–1968), Schweizer evangelischer Geistlicher, Missionar, Schulleiter, Autor und Herausgeber
- Almut Grüntuch-Ernst (* 1966), deutsche Architektin, siehe Grüntuch Ernst Architekten
- Amelie Ernst (* 1977), deutsche Hörfunkjournalistin
- André Ernst (* 1967), deutscher Leichtathlet
- Andrea Ernst, österreichische Filmemacherin, Autorin, Dramaturgin und Fernsehredakteurin
- Andreas Ernst (Pfarrer), Oberpfarrer von St. Nikolai (Quedlinburg)
- Andreas Ernst (Bauunternehmer) (1861–1929), deutscher Maurermeister und Bauunternehmer
- Andreas Ernst (Moderator) (1955–2014), deutscher Journalist und Moderator
- Andreas Ernst (Psychologe) (* 1960), deutscher Psychologe und Umweltwissenschaftler
- Andreas Ernst (Journalist) (* 1960), Schweizer Journalist und Historiker
- Andreas Ernst (Politiker) (* 1971), deutscher Politiker (CDU)
- Anna Renate Biermann-Ernst (* 1932), deutsche Malerin und Fotografin
- Annette Ernst (* 1966), deutsche Regisseurin
- Annika Ernst (* 1982), deutsche Schauspielerin
- Arno Ernst (* 1941), deutscher Fußballspieler
- August Ernst (Richter) (1880–1959), Schweizer Richter
- August Ernst (Historiker) (1924–2013), österreichischer Historiker
- Axel Ernst (Maler) (* 1942), Schweizer Maler
- Axel von Ernst (* 1971), deutscher Verleger und Schriftsteller

### B
- Bastian Ernst (* 1987), deutscher Betriebswirt und Politiker (CDU)
- Bernd Ernst (* 1969), deutscher Lyriker
- Bernhard Ernst (Glockengießer) (um 1597–nach 1681), deutscher Glockengießer, siehe Ernst (Glockengießerfamilie)
- Bernhard Ernst (Kommentator) (1899–1957), deutscher Sportkommentator
- Bernhard Ernst (Politiker) (1961–2012), österreichischer Politiker (Liste Fritz Dinkhauser)
- Bertram Ernst (* 1967), Schweizer Architekt
- Bettina Ernst (* 1968), Schweizer Kunstturnerin
- Britta Ernst (* 1961), deutsche Politikerin (SPD)
- Bruno Ernst (Fussballspieler), Schweizer Fußballspieler
- Bruno Ernst (Poolbillardspieler) (* 1957), deutscher Poolbillardspieler

### C
- Carl Ernst, Pseudonym von Eduard Tempeltey (1832–1919), deutscher Theaterdirektor, Schriftsteller und Politiker
- Carl Ernst (Schauspieler) (1846–1906), deutscher Schauspieler
- Carl H. Ernst (1938–2018), US-amerikanischer Herpetologe
- Carla Ernst (1867–1925), österreichische Theaterschauspielerin
- Caroline Ernst (1819–1902), deutsche Siedlerin in Texas
- Cécile Ernst (1926–2002), Schweizer Psychiaterin
- Charlotte Ernst (1939–1973), dänische Schauspielerin
- Christian Ernst (Politiker) (1896–??), deutscher Politiker (SPD), MdHB
- Christian Ernst (Musiker) (* 1967), deutscher Pianist, Komponist und Schriftsteller
- Christian Ernst (Rechtswissenschaftler) (* 1978), deutscher Rechtswissenschaftler
- Christian Ludwig Ernst (1819–1872), deutscher Postbeamter und Politiker, MdL Kurhessen
- Christiane Ernst-Zettl (* 1970), deutsche Soldatin und Pazifistin
- Christine Ernst (* 1938), deutsche Politikerin (SPD)
- Christoph Ernst (Autor) (* 1958), deutscher Schriftsteller und Künstler
- Christoph Ernst (Historiker) (* vor 1975), deutscher Historiker
- Christoph Ernst (Medienwissenschaftler) (* 1975), deutscher Medienwissenschaftler
- Christoph Ernst (Bühnenbildner) (* vor 1978), deutscher Bühnen- und Kostümbildner
- Christoph Friedrich Wilhelm Ernst (1765–1855), deutscher Theologe
- Christoph R. Ernst (1884–1979), österreichischer Architekt
- Cornelia Ernst (* 1956), deutsche Politikerin (Die Linke)

### D
- David Ernst (* 1992), Schweizer Grasskiläufer
- Detlef Ernst (* 1964), deutscher Radrennfahrer
- Dieter Ernst (* 1949), deutscher Politiker (CDU) und Manager
- Dominik Ernst (* 1990), deutscher Fußballspieler
- Dorothea Ernst (* 1949), deutsche Vokalperformerin und Stimmartistin

### E
- Eberhard Ernst (1920–2012), deutscher Wirtschaftswissenschaftler und Manager
- Edgar Ernst (Fußballspieler) (* 1934), deutscher Fußballtorwart
- Edgar Ernst (Manager) (* 1952), deutscher Wirtschaftsmanager
- Edmond von Ernst (1880–1954), Schweizer Bankier
- Edzard Ernst (* 1948), deutsch-britischer Mediziner
- Elisabeth Ernst (Malerin) (* 1945), österreichische Malerin und Grafikerin
- Else Ernst (1874–1946), deutsche Schriftstellerin
- Emanuel Ernst (* 1979), deutscher Westernreiter
- Emil von Ernst (1817–1905), deutscher Maler
- Emil Ernst (1889–1942), deutscher Astronom
- Erich Ernst (1889–1945), deutscher SA-Führer
- Erna Becker-Ernst (1885–1945), deutsche Komponistin
- Ernst Ernst (1851–1910), Schweizer Unternehmensgründer
- Esther Ernst (* 1977), Schweizer Installations- und Performancekünstlerin
- Eugen Ernst (Politiker) (1864–1954), deutscher Gewerkschafter und Politiker (SPD, SED)
- Eugen Ernst (Geograph) (* 1931), deutscher Geograph und Hochschullehrer, siehe Hessenpark #Geschichte
- Ewa Ernst-Dziedzic (* 1980), österreichische Politikerin (GRÜNE), Mitglied des Bundesrats
- Ewald Ernst (1921–2001), deutscher Politiker (CDU) und Speziallagerhäftling

### F
- Fabian Ernst (* 1979), deutscher Fußballspieler
- Franz Ernst (Mediziner) (1887–1947), deutscher Zahnmediziner und Kieferchirurg
- Franz Ernst (Jurist) (1891–1972), deutscher Jurist und Richter
- Franz Ernst (Regisseur) (* 1938), dänischer Regisseur und Drehbuchautor
- Franz Anton Ernst (Geigenbauer) (1745–1805), böhmischer Geigenbauer und Violinvirtuose
- Franz Anton Ernst (Oberamtmann) (1778–1858), badischer Oberamtmann
- Franz Johann Ernst (1869–1946), österreichischer Politiker (CSP)
- Friedhelm Ernst (1946–2015), deutscher Politiker (FDP)
- Friedrich Ernst (Siedler) (1796–1848), deutscher Siedler in Texas
- Friedrich Ernst, Pseudonym von Friedrich Wilhelm Schuster (1824–1914), siebenbürgisch-österreichischer Schriftsteller, Volkskundler, Germanist, Lehrer und evangelischer Geistlicher
- Friedrich Ernst (Pädagoge) (1874–1943), deutscher Pädagoge und Heimatgeschichtler
- Friedrich Ernst (Bankier) (1889–1960), deutscher Beamter und Bankier
- Friedrich Adolf Ernst, eigentlicher Name von Adolf Stern (Schriftsteller) (1835–1907), deutscher Literaturhistoriker und Dichter
- Fritz Ernst (Sänger) (1859–1929), deutscher Sänger (Tenor)
- Fritz Ernst, Pseudonym von Fritz Ernst Bettauer (1887–1952), deutscher Erzähler und Dramatiker
- Fritz Ernst (Literaturwissenschaftler) (1889–1958), Schweizer Literaturwissenschaftler und Essayist
- Fritz Ernst (Historiker) (1905–1963), deutscher Historiker
- Fritz Ernst (Zoologe) (1921–2014), Schweizer Reptilienforscher
- Fritzi Ernst (* 1989), deutsche Sängerin

### G
- Georg Ernst (Goldschmied) (?–1651), deutscher Goldschmied
- Georg von Ernst (1820–1884), österreichischer Generalmajor
- Georg Ernst (Verleger) (1880–1950), deutscher Verleger
- Georg Ernst (Mediziner) (1900–1990), deutscher Internist
- Georg Eberhard Ernst (1852–1902), deutscher Verleger
- Gerhard Ernst (Philologe) (* 1937), deutscher Philologe, Romanist und Hochschullehrer
- Gerhard Ernst (Schauspieler) (* 1946), österreichischer Schauspieler und Sänger
- Gerhard Ernst (Philosoph) (* 1971), deutscher Philosoph und Hochschullehrer
- Gianina Ernst (* 1998), deutsche Skispringerin
- Guido Ernst (* 1950), deutscher Politiker (CDU)
- Gundolf Ernst (1930–2002), deutscher Geologe
- Günter Ernst (Jurist) (1915–1996), deutscher Jurist, Bundesrichter
- Günter Ernst (Ingenieur) (* 1947), deutscher Ingenieur
- Günter Ernst (Lyriker) (* 1947), deutscher Schriftsteller
- Günther Ernst (1909–1988), deutscher Autor und Komponist (u. a. NS-Lieder), siehe Leopold von Schenkendorff
- Günther Ernst (Maler) (* 1927), deutscher Journalist und Maler
- Gustav Ernst (Maler) (1858–1945), deutscher Kunstmaler
- Gustav Ernst (Politiker) (1914–1999), deutscher Politiker (FDP)
- Gustav Ernst (* 1944), österreichischer Schriftsteller

### H
- Hans Ernst (Glockengießer), deutscher Glockengießer
- Hans Ernst (Unternehmer) (1853–1907), Schweizer Brauereiunternehmer
- Hans Ernst (Dichter) (1904–1984), deutscher Dichter
- Hans-Dietrich Ernst (1908–1986), deutscher Jurist und SS-Sturmbannführer
- Hans-Eberhard Ernst (* 1933), deutscher Gebrauchsgrafiker
- Hans-Georg Ernst (1921–2000), deutscher Generalleutnant der NVA der DDR
- Hans-Ulrich Ernst (1920–1984), deutsch-amerikanischer Maler, siehe Jimmy Ernst
- Hans-Ulrich Ernst (Maler) (1924–1980), Schweizer Maler
- Hans-Ulrich Ernst (Militär) (1933–2019), Schweizer Jurist und Militärperson
- Hans-Wolfgang Ernst (1926–2001), deutscher Physiker und Hochschullehrer
- Hartmut Ernst (* 1949), deutscher Informatiker und Hochschullehrer
- Heiko Ernst (* 1948), deutscher Psychologe, Journalist und Sachbuchautor
- Heiner Ernst (1928–2010), deutscher Wirtschaftsjournalist und Manager
- Heinrich Ernst (Architekt) (1846–1916), Schweizer Architekt und Baumeister
- Heinrich Ernst (Politiker) (1847–1934), Schweizer Politiker (SP)
- Heinrich Ernst (Sänger) (1848–1919), deutscher Opernsänger
- Heinrich Ernst (Maler) (1887–1959), deutscher Maler
- Heinrich Wilhelm Ernst (1814–1865), mährischer Violinist und Komponist
- Heinz Ernst (* 1926), deutscher Fußballspieler
- Helen Ernst (1904–1948), deutsche Zeichnerin und Antifaschistin
- Hellmut Ernst (1903–1966), deutscher Ingenieur
- Helmut Ernst (Mediziner) (1926–2005), deutscher Nuklearmediziner und Hochschullehrer
- Helmut Ernst (* um 1934), deutscher Tischtennisspieler
- Helmut Ernst (Unternehmer) (* 1941), deutscher Unternehmer (Lotter)
- Henrik Ernst (* 1986), deutscher Fußballspieler
- Henry Ernst (* 1971), deutscher Toningenieur, Musikproduzent und Musikmanager
- Herbert Ernst (Rennfahrer) (1893–nach 1954), deutscher Motorradrennfahrer und Unternehmer
- Herbert Ernst (Kameramann) (1939–2019), deutscher Kameramann und Filmemacher.
- Hermann Ernst (Fabrikant) (1883–1955/1957), Schweizer Fabrikant
- Hermann Ernst (Jurist) (1920–nach 1975), deutscher Jurist und Ministerialbeamter
- Holger Ernst (Betriebswirt) (* 1966), deutscher Betriebswirtschaftler
- Holger Ernst (* 1972), deutscher Regisseur und Drehbuchautor
- Hubertus Ernst (1917–2017), niederländischer Geistlicher, Bischof von Breda
- Hubertus Ernst (Unternehmer) (1938–2016), deutscher Kraftfahrzeugmeister, Rallyefahrer und Kaufmann
- Hugo Ernst (1840–1930), österreichischer Architekt und Steinmetz
- Hugo Ernst Rivera (1888–nach 1951), bolivianischer Politiker und Diplomat

### I
- Ingrid L. Ernst (* 1945), deutsche Theaterregisseurin und Dramaturgin
- Irina Ernst (* 1995), Schweizer Grasskiläuferin

### J
- Jack Ernst (1889–1968), US-amerikanischer American-Football-Spieler
- Jacob Daniel Ernst (1640–1707), deutscher evangelischer Theologe, Pädagoge, Historiker und Poet
- Jakob Ernst (Unternehmer, 1863) (Jakob Ernst-Birch; 1863–1938), Schweizer Imker, Unternehmer und Firmengründer
- Jakob Ernst (Unternehmer, 1905) (Jakob Ernst-Uster; 1905–1967), Schweizer Unternehmer
- Jakob Friedrich Ernst (1866–1933), deutscher Politiker, württembergischer Landtagsabgeordneter
- Jimmy Ernst (Hans-Ulrich Ernst; 1920–1984), deutsch-US-amerikanischer Maler
- Joachim Ernst (Schauspieler), deutscher Schauspieler
- Joachim Ernst (Fußballspieler) (1936–2013), deutscher Fußballspieler
- Joachim Ernst (Skispringer), deutscher Skispringer
- Joanne Ernst (* um 1958), US-amerikanische Triathletin
- Johan Conrad Ernst (1666–1750), dänischer Architekt
- Johann Ernst (Politiker, 1604) (1604–1667), deutscher Jurist und Politiker
- Johann Ernst (Politiker, 1888) (1888–1969), deutscher Gewerkschafter und Politiker (Zentrum, CDU)
- Johann Ernst (Politiker, 1905) (1905–1971), deutscher Jurist und Politiker (BP)
- Johanna Ernst (* 1992), österreichische Sportkletterin
- Johannes Ernst (Geistlicher, 1528) (1528–1594), deutscher Geistlicher, Abt von Ochsenhausen
- Johannes Ernst (Geistlicher, 1683) (1683–1765), Schweizer evangelischer Geistlicher
- Johannes Ernst, deutscher Gewerkschafter und Politiker (1888–1969), siehe Johann Ernst (Politiker, 1888)
- Johannes Ernst (Unternehmer) (1878–1970), deutscher Unternehmer (Lotter)
- Johannes Ernst (Musiker) (* 1963), deutscher Saxophonist
- Joni Ernst (* 1970), US-amerikanische Politikerin
- Josef Ernst (1804–1869), deutscher Geistlicher, Theologe und Politiker, siehe Joseph Ernst (Theologe, 1804)
- Josef Ernst (Politiker) (1882–1959), deutscher Politiker (SPD, USPD, SAPD, FDP)
- Josef Ernst (Theologe) (1926–2012), deutscher Theologe und Neutestamentler
- Josef Ernst-Weis (1904–1931), deutscher Kunsthistoriker
- Josefine Ernst-Kaiser (1820–1873), Koloratursängerin
- Joseph Ernst (Theologe, 1804) (1804–1869), deutscher römisch-katholischer Theologe
- Joseph Ernst (Bischof) (1863–1928), deutscher Geistlicher, Bischof von Hildesheim
- Juliette Ernst (1900–2001), französische Altphilologin
- Jupp Ernst (1905–1987), deutscher Grafiker und Industriedesigner
- Jürgen Ernst (Physiker) (* 1936), deutscher Physiker und Hochschullehrer
- Jürgen Ernst (Musikwissenschaftler), deutscher Musikwissenschaftler und Leiter des Mendelssohn-Hauses
- Jürgen-Thomas Ernst (* 1966), österreichischer Schriftsteller

### K
- Kajsa Ernst (* 1962), schwedische Schauspielerin
- Karoline Ernst (1821–1897), deutsche Schauspielerin und Theaterregisseurin
- Karl Ernst (Geistlicher) (1806–1898), deutscher Geistlicher und Politiker, MdL Hannover
- Karl Ernst, Pseudonym von Eduard Tempeltey (1832–1919), deutscher Theaterdirektor, Schriftsteller und Politiker
- Karl Ernst (Generalsuperintendent) (1834–1902), deutscher Geistlicher, Generalsuperintendent in Nassau
- Karl Ernst (Philologe) (1857–1917), deutscher Historiker, Geologe, Heimatschützer und Gymnasiallehrer
- Karl Ernst, Pseudonym von Gudrun Kabisch (1901–1955), deutsche Schauspielerin und Liedtexterin
- Karl Ernst (SA-Mitglied) (1904–1934), deutscher Politiker (NSDAP) und SA-Gruppenführer
- Karl-Heinz Ernst (* 1942), deutscher Politiker (SPD)
- Karl-Josef Ernst (1934–2021), deutscher Architekt
- Karl Matthias Ernst (1758–1830), deutscher Maler und Grafiker
- Wenzel Karl Ernst (1830–1910), deutsch-böhmischer Dichter
- Klaus Ernst (Mediziner, 1924) (1924–2010), Schweizer Psychiater und Hochschullehrer
- Klaus Ernst (Mediziner, 1936) (* 1936), deutscher Psychiater und Hochschullehrer
- Klaus Ernst (Soziologe) (* 1936), deutscher Soziologe, Hochschullehrer und Diplomat
- Klaus Ernst (* 1954), deutscher Gewerkschaftsfunktionär und Politiker
- Konrad Ernst, Pseudonym von Konrad Zitelmann (Verwaltungsjurist) (1814–1889), deutscher Verwaltungsjurist und Schriftsteller
- Konrad Ernst (Lehrer) (auch Conrad Ernst; 1866–1934), deutscher Lehrer und Inkunabelforscher
- Konrad Ernst (Mediziner) (1903–1997), deutscher Psychiater und Hochschullehrer
- Konstantin Lwowitsch Ernst (* 1961), sowjetisch-russischer Medienmanager.

### L
- Leo Ernst (1904–??), österreichischer Fotograf
- Leopold Ernst (1808–1862), österreichischer Architekt
- Lorenz Ernst (1890–1977), deutscher Lehrer, Mitglied des Nassauischen Kommunallandtages
- Louis Ernst (auch Ludwig Ernst; 1839–1900), deutscher Politiker (NLP), MdR
- Louis Ernst (Kommerzienrat) (* 1863), deutscher Bankkaufmann und Kommerzienrat
- Ludger Ernst (1946–2021), deutscher Chemiker und Hochschullehrer
- Ludwig von Ernst (1818–1870), Schweizer Bankier und Politiker
- Luise Straus-Ernst (1893–1944), deutsche Kunsthistorikerin, Journalistin und Künstlerin

### M
- Manfred Ernst (* 1943), deutscher Jurist, Regionalhistoriker und Fach- und Sachbuchautor
- Manuela Ernst (* 1985), Schweizer Politikerin
- Margit Ernst-Habib (* 1968), deutsche evangelische Theologin
- Marthe Ernst-Schwarzenbach (1900–1967), Schweizer Privatdozentin und Titularprofessorin für Botanik
- Martin Ernst (* 1945), Schweizer Architekt
- Matthias Ernst, eigentlicher Name von Max Goldt (* 1958), deutscher Schriftsteller, Kolumnist, Musiker und Hörspielautor
- Matthias Ernst (Chemiker) (* 1964), deutscher Chemiker und Hochschullehrer für Physikalische Chemie
- Max Ernst (Heimatforscher) (1869–1945), deutscher Jurist und Heimatforscher
- Max Ernst (Manager) (1890–nach 1945), deutscher Wirtschaftsmanager
- Max Ernst (1891–1976), deutscher Maler und Bildhauer
- Max Ernst (Mediziner) (1899–1984), deutscher Chirurg und Hochschullehrer
- Mensen Ernst (1795–1843), norwegischer Schnellläufer
- Michael Ernst (Theologe) (* 1947), deutscher Theologe
- Michael Ernst (Synchronsprecher) (* 1984), deutscher Synchronsprecher und Musicaldarsteller
- Moritz Ernst (Schauspieler) (1826–1900), österreichischer Theaterschauspieler und -intendant
- Moritz Ernst (Pianist) (* 1986), deutscher Pianist

### N
- Nelly Ernst (1905–1950), niederländische Schauspielerin
- Nicole Ernst (* 1972), deutsche Schauspielerin
- Nina Ernst (* 1975), deutsche Musikerin und Schauspielerin
- Norbert Ernst (* 1977), österreichischer Sänger (Tenor)

### O
- Ole Ernst (1940–2013), dänischer Schauspieler
- Oswald Herbert Ernst (1842–1926), US-amerikanischer Offizier
- Otto Ernst (Kanoniker) († 1495), deutscher Kanoniker und Kirchenrechtler
- Otto von Ernst (1853–1925), deutscher Maler
- Otto Ernst (Schriftsteller) (1862–1926), deutscher Schriftsteller
- Otto Ernst (Chemiker) (1870–1936), deutscher Industriechemiker
- Otto Ernst (Maler) (1884–1967), Schweizer Maler und Grafiker
- Otto Ernst (Fußballspieler, 1898) (1898–1940), chilenischer Fußballspieler
- Otto Ernst (Politiker), deutscher Jurist und Politiker (CDU)
- Otto Ernst (Jurist) (1909–1993), deutscher Jurist
- Otto Ernst (Fußballspieler, 1928) (* 1928), deutscher Fußballspieler
- Otto Albrecht Ernst (1896–nach 1953), deutscher Unternehmer

### P
- Paul Ernst (Mediziner) (1859–1937), schweizerisch-deutscher Anatom und Pathologe
- Paul Ernst (1866–1933), deutscher Schriftsteller und Journalist
- Paul Ernst (Schriftsteller, 1899) (1899–1985), US-amerikanischer Schriftsteller
- Paul Ernst (Biathlet) (1935–2024), österreichischer Biathlet
- Peter Ernst (Glockengießer) (1627–um 1700), deutscher Glockengießer
- Peter Ernst (Germanist) (* 1961), österreichischer Germanist und Hochschullehrer
- Peter Ernst (Musiker) (* 1972), deutscher Gitarrist
- Petra Ernst (1957–2016), deutsch-österreichische Literatur- und Kulturwissenschaftlerin
- Petter Ernst (1714–1784), schwedischer Uhrmacher
- Philipp Ernst (Politiker) (1814–1891), deutscher Politiker, Bürgermeister von Edelsberg
- Philipp Ernst (1862–1942), deutscher Lehrer und Maler
- Priscilla Ernst (* 1971), niederländische Shorttrackerin

### R
- Rainer Ernst (* 1961), deutscher Fußballspieler
- Regina Ernst (* 1934/1935), deutsches Fotomodell und Schauspielerin
- René Ernst (1909–1996), Mitbegründer und ehemaliger Direktor der BEA Bernexpo
- Richard Ernst (Senator) (1856–1936), Unternehmer und Senator in Danzig
- Richard Ernst (Oberamtmann) (1872–1958), württembergischer Oberamtmann
- Richard Ernst (Kunsthistoriker) (1885–1955), österreichischer Kunsthistoriker
- Richard Ernst (Ingenieur) (1900–1992), Ingenieur und Autor
- Richard P. Ernst (1858–1934), US-amerikanischer Politiker
- Richard R. Ernst (1933–2021), Schweizer Chemiker
- Rita Ernst (* 1956), Schweizer Künstlerin
- Robert Ernst (Politiker) (1897–1980), deutscher Politiker (NSDAP), Oberbürgermeister von Straßburg
- Robert Ernst (Komponist) (1900–1977), deutsch-österreichischer Komponist
- Rodolphe Ernst (Maler) (Rudolph Ernst; 1854–1932), österreichisch-französischer Maler und Grafiker
- Rodolphe Ernst-Metzmaier (1887–1985), französischer Erfinder
- Roland Ernst (1936–2023), deutscher Immobilienunternehmer und Projektentwickler
- Rolf Ernst (Fußballspieler) (* 1940), deutscher Fußballspieler
- Rolf Ernst (Informatiker) (* 1955), deutscher Ingenieur, Informatiker und Hochschullehrer
- Ronny Ernst (* 1976), deutscher Fußballspieler
- Rudolf Ernst (Bankier) (1865–1956), Schweizer Bankier
- Rudolf Ernst (Maler) (1896–1942), deutscher Maler
- Rudolf L. Ernst (* 1940), deutscher Politiker (FDP), MdBB

### S
- Sebastian Ernst (Leichtathlet) (* 1984), deutscher Leichtathlet
- Sebastian Ernst (Fußballspieler) (* 1995), deutscher Fußballspieler
- Siegfried Ernst (1915–2001), deutscher Arzt und Kirchenpolitiker
- Siegrid Ernst (1929–2022), deutsche Komponistin, Pianistin und Musikpädagogin
- Simon Ernst (* 1994), deutscher Handballspieler
- Simon Peter Ernst (1744–1817), niederländischer Ordensgeistlicher und Geschichtsschreiber
- Sipke Ernst (* 1979), niederländischer Schachspieler
- Stefanie Ernst (* 1965), deutsche Soziologin
- Stephan Ernst (Theologe) (* 1956), deutscher Theologe
- Stephan Ernst (Produzent), deutscher Toningenieur und Musikproduzent
- Stephan Ernst (Synchronsprecher) (* 1961), deutscher Synchronsprecher
- Stephan Ernst (* 1973), deutscher Rechtsterrorist, Mörder von Walter Lübcke, siehe Mordfall Walter Lübcke#Täter
- Stephanie Michaela Ernst (* 1975), deutsche römisch-katholische Theologin
- Susanna Ernst (* 1980), deutsche Romanautorin
- Sybille Moser-Ernst (* 1955), österreichische Kunsttheoretikerin und Hochschullehrerin

### T
- Tea Ernst (1906–1991), deutsche Designerin und Unternehmerin
- Theodor Ernst (Unternehmer, 1902) (1902–1971), Schweizer Unternehmer
- Theodor Ernst (1904–1983), deutscher Mineraloge
- Theodor Ernst (Unternehmer, 1907) (1907–2002), deutscher Unternehmer (Lotter)
- Theodosius Ernst I (1603–??), deutscher Glockengießer, siehe Ernst (Glockengießerfamilie)
- Theodosius Ernst II († 1726), deutscher Glockengießer, siehe Ernst (Glockengießerfamilie)
- Thomas Ernst (Admiral) (* 1956), deutscher Flottillenadmiral
- Thomas Ernst (Schachspieler) (* 1960), schwedischer Schachspieler
- Thomas Ernst (Fußballspieler) (* 1967), deutscher Fußballspieler
- Thomas Ernst (Schriftsteller) (* 1974), deutscher Autor und Literaturwissenschaftler
- Thomas Ernst (Ingenieur), Ingenieur
- Thomas Ernst (Politiker) (* 1982), Schweizer Politiker
- Thomas Ernst (Schauspieler) (* 1989), dänischer Schauspieler
- Thomas Krings-Ernst (* 1947), deutscher Unternehmer und Kunsthändler
- Tjark Ernst (* 2003), deutscher Fußballtorhüter

### U
- Ulrich Ernst (* 1944), deutscher Philologe
- Ursula Ernst (* 1944), deutsche Politikerin (CDU)
- Uwe Ernst (* 1947), deutscher Maler und Zeichner

### V
- Viktor Ernst (1871–1933), deutscher Historiker
- Virginia Ernst (* 1991), österreichische Singer-Songwriterin und Eishockeyspielerin

### W
- W. Gary Ernst (Wallace Gary Ernst; * 1931), US-amerikanischer Geologe
- Waldemar Ernst (1909–2002), deutscher Jurist und Verwaltungsbeamter
- Walter Ernst (Konsistorialpräsident) (1857–1928), deutscher Verwaltungsjurist, Konsistorialpräsident in Hessen und Nassau
- Walter Ernst (Gauleiter) (1899–1945), deutscher Verwaltungsjurist, Gauleiter und Bürgermeister
- Werner Ernst (Jurist) (1910–2002), deutscher Jurist, Richter und Rechtswissenschaftler
- Werner W. Ernst (* 1947), österreichischer Politikwissenschafter
- Wilhelm Ernst (Verleger) (1814–1894), deutscher Buchhändler und Verleger
- Wilhelm Ernst (Tiermediziner) (1879–1951), deutscher Tiermediziner und Hochschullehrer
- Wilhelm Ernst (Verwaltungsbeamter) (1885–1963), deutscher Verwaltungsbeamter
- Wilhelm Ernst (Architekt) (1886–nach 1952), deutscher Architekt
- Wilhelm Ernst (Geologe) (1888–1953), deutscher Geologe
- Wilhelm Ernst (Schachspieler) (1905–1952), deutscher Schachspieler
- Wilhelm Ernst (Theologe) (1927–2001), deutscher Theologe
- Willy Ernst (1878–1937), Ministerialbeamter, Mitbegründer des Zollgrenzschutzes
- Wolf-Dieter Ernst (* 1968), deutscher Theaterwissenschaftler und Hochschullehrer
- Wolfgang Ernst (Meinungsforscher) (1922–1991), deutscher Meinungsforscher
- Wolfgang Ernst (Mediziner) (* 1939), deutscher Neurologe und Psychiater
- Wolfgang Ernst (Künstler) (* 1942), österreichischer Künstler
- Wolfgang Ernst, Geburtsname von Wolfgang Domhardt (1951–2019), deutscher Politiker (SPD)
- Wolfgang Ernst (Rechtswissenschaftler) (* 1956), deutscher Jurist
- Wolfgang Ernst (Oberbürgermeister) (* 1957), deutscher Politiker, ehemaliger Oberbürgermeister von Leimen
- Wolfgang Ernst (Medienwissenschaftler) (* 1959), deutscher Kultur- und Medienwissenschaftler
- Wolfgang E. Ernst (* 1951), deutscher Physiker und Hochschullehrer

### X
- Xaver Ernst (1902–1998), deutscher Landwirt und Politiker